# 完顏永蹈
完顏永蹈（？—1193年），原名完顏允蹈，女真名完顏銀朮可（石狗兒），为金朝皇子，金世宗完顏雍的第六子，母元妃李氏。

## 生平
大定十一年（1171年），封滕王，十一月進封徐王。二十五年（1185年），加開府儀同三司。二十六年（1186年），為大興府尹。二十九年（1189年），金章宗即位，為彰德軍節度使，進封衛王。明昌二年（1191年），徙封鄭王。三年（1192年），改武定軍節度使。

### 預謀篡位
崔温、郭谏、马太初与永蹈家奴毕庆寿妄言谶记灾祥，郭谏以相面为名称永蹈相貌非常，妃及二子均可大贵。永蹈信以为真，1193年，谋取河南军以助他谋反，与妹妹泽国公主完颜长乐同谋，使驸马都尉蒲剌睹致书仆散揆，先请婚交好，以观其意。仆散揆拒不许结婚，使者不敢再言谋反的事。完颜永蹈家奴董寿劝谏完颜永蹈，完颜永蹈不听。董寿告诉同辈千家奴，千家奴上告事变。当时，完颜永蹈在京师，金章宗诏平章政事完颜守贞、参知政事胥持国、户部尚书杨伯通、知大兴府事尼厖古鑑审问，牵连甚众，久不能决。右丞相夹谷清臣上奏：“事贵速绝，以安人心。”于是，赐完颜永蹈及妃卞玉、二子完颜按春、完颜阿辛、泽国公主完颜长乐自尽。蒲剌睹、崔温、郭谏、马太初等伏诛。
泰和七年（1207年），金章宗後悔賜死他，恢復王爵，諡號剌。

## 軼事
女真名與完顏銀朮可相仿，被傳說認為是銀姓祖先。

## 传記資料
- 《金史》